# Panamá en los Juegos Centroamericanos y del Caribe
Panamá participa en los Juegos Centroamericanos y del Caribe desde la segunda edición, realizada en La Habana en 1930.
El país está representado ante los Juegos Suramericanos por el Comité Olímpico de Panamá 
y fue sede de la cuarta y décima primera 
edición del evento deportivo en la Ciudad de Panamá 1938, y Ciudad de Panamá 1970 respectivamente.

## Delegación
Para los XXI Juegos Centroamericanos y del Caribe, Panamá contó con una delegación de 171 deportistas que participaron en 20 disciplinas deportivas.

## Medallero histórico
| Año   | País                               | Sede                       | Posición |    |     |     | Total |
| ----- | ---------------------------------- | -------------------------- | -------- | -- | --- | --- | ----- |
| 1926  | Bandera de México                  | Ciudad de México           | -        | -  | -   | -   | -     |
| 1930  | Bandera de Cuba                    | La Habana                  | 3/9      | 4  | 1   | 5   | 10    |
| 1935  | Bandera de El Salvador             | San Salvador               | 6/9      | 1  | 5   | 2   | 8     |
| 1938  | Bandera de Panamá                  | Ciudad de Panamá           | 2/11     | 24 | 22  | 20  | 66    |
| 1946  | Bandera de Colombia                | Barranquilla               | 3/13     | 13 | 17  | 10  | 40    |
| 1950  | Bandera de Guatemala               | Ciudad de Guatemala        | 6/14     | 8  | 9   | 10  | 27    |
| 1954  | Bandera de México                  | Ciudad de México           | 5/12     | 7  | 7   | 8   | 22    |
| 1959  | Bandera de Venezuela               | Caracas                    | 4/12     | 7  | 6   | 11  | 24    |
| 1962  | Bandera de Jamaica                 | Kingston                   | 10/15    | 3  | 7   | 4   | 14    |
| 1966  | Bandera de Puerto Rico             | San Juan                   | 8/18     | 1  | 4   | 4   | 9     |
| 1970  | Bandera de Panamá                  | Ciudad de Panamá           | 6/20     | 5  | 17  | 19  | 41    |
| 1974  | Bandera de la República Dominicana | Santo Domingo              | 9/23     | 1  | 12  | 11  | 24    |
| 1978  | Bandera de Colombia                | Medellín                   | 14/21    | 0  | 6   | 5   | 11    |
| 1982  | Bandera de Cuba                    | La Habana                  | 14/22    | 0  | 11  | 9   | 20    |
| 1986  | Bandera de la República Dominicana | Santiago de los Caballeros | 12/26    | 1  | 5   | 11  | 17    |
| 1990  | Bandera de México                  | Ciudad de México           | 10/29    | 1  | 2   | 10  | 13    |
| 1993  | Bandera de Puerto Rico             | Ponce                      | 18/31    | 0  | 2   | 2   | 4     |
| 1998  | Bandera de Venezuela               | Maracaibo                  | 11/32    | 3  | 6   | 4   | 13    |
| 2002  | Bandera de El Salvador             | San Salvador               | 12/31    | 2  | 2   | 2   | 6     |
| 2006  | Bandera de Colombia                | Cartagena de Indias        | 11/32    | 2  | 5   | 7   | 14    |
| 2010  | Bandera de Puerto Rico             | Mayagüez                   | 12/28    | 2  | 3   | 11  | 16    |
| 2014  | Bandera de México                  | Veracruz                   | 14/31    | 1  | 2   | 4   | 7     |
| 2018  | Bandera de Colombia                | Barranquilla               | 11/37    | 3  | 5   | 5   | 13    |
| 2023  | Bandera de El Salvador             | San Salvador               | 10/29    | 5  | 6   | 12  | 23    |
| Total | Total                              |                            |          | 94 | 162 | 187 | 443   |

## Desempeño
Panamá ocupó el décima segunda lugar en la última edición de los Juegos Mayagüez 2010.

### XXI Juegos Centroamericanos y del Caribe Mayagüez 2010
Fuente:
Organización de los XXI Juegos Centroamericanos y del Caribe Mayagüez 2010. 
| Clasificación del País | Clasificación del Total | Deportista                 | País   | Disciplina   |   |   |   | Total |
| 1                      | 72                      | Edgar R. Crespo Echeverría | Panamá | Natación     | 2 | 1 | 0 | 3     |
| 2                      | 416                     | Eustaciano Arias           | Panamá | Halterofilia | 0 | 0 | 3 | 3     |
| 3                      |                         | Eileen Coparropa           | Panamá | Natación     | 4 | 0 | 0 | 4     |